# Irena Jokiel
Irena Maria Jokiel (ur. 26 kwietnia 1947 w Polskim Świętowie) – polska filolog, specjalizująca się w historii literatury XIX w. oraz teorii literatury; nauczyciel akademicki związana z Akademią im. Jana Długosza w Częstochowie oraz Uniwersytetem Opolskim.

## Życiorys
Urodziła się w Polskim Świętowie, w powiecie nyskim. Po ukończeniu miejscowej szkoły podstawowej kontynuowała naukę w Liceum Ogólnokształcącym w Głuchołazach, które ukończyła w 1966 roku pomyślnie zdanym egzaminem maturalnym. Następnie podjęła studia na kierunku polonistyka w Wyższej Szkole Pedagogicznej w Opolu. Jeszcze podczas studiów podjęła pracę jako nauczycielka języka polskiego w Szkole Zawodowej w Głuchołazach, uzyskując w międzyczasie tytuł magistra w 1971 roku. Na opolskiej WSP uzyskała stopień naukowy doktora nauk humanistycznych na podstawie pracy pt. Esej polski w latach 1918-1939 na tle genealogiczno–historycznym. Osiem lat później została zatrudniona w Wyższej Szkole Pedagogicznej w Częstochowie w charakterze asystenta, a następnie adiunkta. W 1997 roku otrzymała tytuł naukowy doktora habilitowanego na Wydziale Filologicznym Uniwersytetu Wrocławskiego na podstawie rozprawy pt. Pasja i milczenie. O życiu i twórczości Aleksandra Fredry w latach 1839- 1876.
W 1999 roku rozpoczęła pracę w Instytucie Filologii Polskiej Uniwersytetu Opolskiego, gdzie objęła stanowisko kierownika Katedry Literatury Polskiej. W latach 1999–2005 była prodziekanem Wydziału Filologicznego ds. studentów i dydaktyki. W latach 2005–2012 sprawowała funkcję dziekana Wydziału Filologicznego. W 2007 roku otrzymała tytuł profesora. Przeszła na emeryturę w 2018. 

## Dorobek naukowy

### Monografie
- Aleksander Fredro w latach 1839–1876, Częstochowa 1991;
- Pasja i milczenie. O życiu i twórczości Aleksandra Fredry w latach 1839-1876, Częstochowa 1993;
- Ocalić Kartezjusza. W kręgu literatury XX wieku, Opole 2004;
- Lornety i kapota. Studia o Mickiewiczu, Opole 2006;
- Miasto. Przestrzeń, topos, człowiek, red. A. Gleń, J. Gutorow, I. Jokiel, Opole 2005;
- Doświadczenie religijne w literaturze XX wieku, red. A. Gleń, I. Jokiel, Opole 2006
- Literatura a / i tożsamość w XX wieku, red. A. Gleń, I. Jokiel, M. Szladowski, Opole 2007

### Artykuły
- Próba teorii eseju na tle historycznym, „Litteraria” X, 1978;
- Uwagi na marginesie korespondencji Adama Naruszewicza, „Sprawozdania Wrocławskiego Towarzystwa Naukowego” (46), seria A, Wrocław 1991;
- O formie „Zapisków starucha” Aleksandra Fredry [w]: Księga (w 200 rocznicę urodzin Aleksandra Fredry), red. M. Inglot i J. Kolbuszewski, Wrocław 1993;
- Literatura i krytyka czechosłowacka w czasopismach polskich [w]: Česko-polske rozhovory, red. J. Vopravilová, Usti nad Labem 1993;
- Dąbrowska a Conrad [w:] Księga kaliska, red. T. Drewnowski, Z. Libera, Kalisz 1996;
- O przestrzeni „matecznika” w „Panu Tadeuszu” Adama Mickiewicza, „Rocznik Towarzystwa Literackiego im. Adama Mickiewicza” XXX, Warszawa 1996;
- Przeszłość, pamięć i czas. O poezji Beaty Obertyńskiej [w]: Žena – Jazyk – Literatura, red. D. Moldanová, Usti nad Labem 1996;
- O funkcji symbolicznej wizji przestrzennych w „Widzeniu” Adama Mickiewicza [w:] Wiersze Adama Mickiewicza. Analizy, komentarze, interpretacje, red. J. Brzozowski, Łódź 1998;
- O mistrzu krótkiej zabawy [w:] W literackim kręgu pozytywizmu i Młodej Polski. Studia i szkice, red. Wł. Hendzel, Z. Piasecki, Opole 1999;
- Poezja i przeżycie. Wokół mistyki Juliusza Słowackiego, „Kwartalnik Opolski” 2000, nr 1;
- „Trzy po trzy” Aleksandra Fredry na tle pamiętnikarstwa romantycznego [w:] Romantismus v české a polské literatuře, red. L. Pavera, Opava 2000;
- Natura i egzystencja. O „Stepach Akermańskich” Mickiewicza [w:] Od romantyczności do współczesności, red. Wł. Dynak, Wrocław 2001;
- Józef Conrad Korzeniowski w pismach krytycznych Marii Dąbrowskiej [w:] Česká a polská emigrační literatura. Emigracyjna literatura czeska i polska. Opawa 2002;
- We dwoje. O jednoaktówce Aleksandra Fredry „Świeczka zgasła” [w:] Teatr wielki, mniejszy i codzienny, red. P. Kowalski, Opole 2002;
- Próba typologii „Zapisków starucha” Aleksandra Fredry [w:] Parémie národů slovanských, Ostrava 2003;
- Gilotyna czyli o sensie historii. Na marginesie „Rozważań o wojnie domowej Pawła Jasienicy” [w:] Česká a polská samizdatová literatura, red. L. Martinek, M. Tichý, Opava 2004;
- Znaki obcości. Postać Żyda w komedii Jana Aleksandra Fredry „Obce żywioły” [w:] Kwestia żydowska w XIX wieku. Spory o tożsamość Polaków, red. G. Borkowska, M. Rudkowska, Warszawa 2004;
- Poeta w szarej strefie – Różewicz, „Teksty Drugie” 2005, nr 6;
- Między literaturą i filozofią. Mickiewicz w kręgu koncepcji Jakuba Boehmego [w:] Literatura i wiedza. Z dziejów form artystycznych w literaturze polskiej, red. Wł. Bolecki, E. Dąbrowska, Warszawa 2006;
- Romantyk je obiad i wychowuje dzieci (codzienność w listach Zygmunta Krasińskiego i jego żony Elizy) [w:] Codzienność w literaturze XIX (i XX) wieku. Od Adalberta Stiftera do współczesności, red. G. Borkowska, A. Mazur, Opole 2007;
- Pragmatyczny napoleończyk, smutny humorysta: Aleksander Fredro (w 130 rocznicę śmierci pisarza) [w:] Teksty – konteksty – interpretacje, red. E. Dąbrowska, K. Kossakowska-Jarosz, Opole 2007.
- Laudacja z okazji nadania tytułu doktora honoris causa przez Uniwersytet Opolski Profesorowi Ryszardowi Nyczowi [w:] Doctores Honoris Causa Universitatis Opoliensis, Opole 2008.
- Semiotyka gestu w „Panu Tadeuszu” Adama Mickiewicza  [w:] Słowo i gest. Red. ks. Helmut Sobeczko i Zbigniew W. Solski, Opole 2009
- Portret literacki Juliusza Słowackiego w powieści Györgya Spiró „Mesjasze” [w:] Śladami romantyków, pod red. naukową Edwarda Kasperskiego i Olafa Krysowskiego, Warszawa 2010
- Patrick Suskind czyli o przyjemnościach płynących z lektury "Pachnidła" [w:] O rozkoszach wszelakich... Od przyjemności do ekstazy w kontekstach kultury, red. Katarzyna Łeńska-Bąk i Magdalena Sztandara, seria: „Stromata Anthropologica” 7, Opole 2011
- Portret literacki  Adama Mickiewicza w powieści Giörgya Spiró „Mesjasze” [w:] Mickiewicz w kontekstach kulturowych dawnych i współczesnych, pod red. Ireny Jokiel i Małgorzaty Burzki-Janik, Opole 2012
- Wielkie i małe improwizacje Adama Mickiewicza [w:] Między liturgiką a performatyką. Rekonesans I, red. ks. Erwin Mateja, Zbigniew W. Solski, Opole 2012
- Symbolika odoru w "Pachnidle" i "Gołębiu" Patricka Süskinda, [w:] Brud. Idee - dylematy  - sprawy, pod red. Magdaleny Sztandary, seria "Stromata Anthropologica 8", Opole  2012
- Głód - przypadek Stanisławy Przybyszewskiej [w:] Głód. Skojarzenia, metafory, refleksje..., pod red. Katarzyny Łeńskiej-Bąk i Magdaleny Sztandary, seria "Stromata Anthropologica 9", Opole  2014
- Przestrzenie domowe  w poezji Tadeusza Różewicza [w:] Literatury słowiańskie w kręgu tradycji kulturowych, red. Jolanta Greń-Kulesza, Opole 2014
- „Wtedy zaczął się mój upadek…” Dylematy egzystencjalne bohaterów Józefa Conrada i Alberta Camusa [w:] „Tekstoteka Filozoficzna” nr 3 (2014), Opole. Wersja elektroniczna: www.tekstotekafilozoficzna.pl
- Spory Boya-Żeleńskiego z profesurą (i nie tylko) [w:] Zatargi, waśnie, konflikty w perspektywie historycznej i kulturowej, pod red. Katarzyny Łeńskiej-Bąk, seria "Stromata Anthropologica 10", Opole  2015
- Dawno, dawno temu…„, czyli Patricka Suskinda opowieść o dzieciństwie [w:] Stare i nowe w literaturze dla dzieci i młodzieży - biografie, pod red. Bożeny Olszewskiej, Olafa Pajączkowskiego i Lidii Urbańczyk, Opole 2015